# Techné
Ne doit pas être confondu avec Technè.
Techné est une société française spécialisée dans la fabrication et la commercialisation de solutions d'étanchéité et de glissement,.

## Historique
Techné a été créé en 1981 par George Fontaines. Tout d'abord société de négoce, Techné a évolué vers la production à la fin des années 1980. La société s'est installée dans le sud du Beaujolais, à Morancé, en 1989. La fabrication des joints usinés standards (joints hydrauliques par exemple) ou sur-mesure débute à cette période.
Durant les années 2000, Techné fait l'acquisition de la société Chromex et ouvre également une usine en Chine (TTRC) en 2004. En 2006, H+ Valves rejoint Techné et le groupe installe sa première filiale commerciale à Shanghai. Techné fait l'acquisition de la société Rampini en 2010 puis ouvre une nouvelle filiale en Turquie en 2011,. En 2015, Créat, société spécialisée dans la production de joints d'étanchéité pour les domaines aéronautique et ferroviaire, rejoint le groupe Techné.
En 2019, Techné investit 7 millions d'euros pour doubler la capacité de son usine de Morancé.

## Activités
Les activités de Techné regroupent la production et la vente de joints aseptiques destinés aux industries pharmaceutique, médicale et agroalimentaire. Le groupe produit et commercialise également des solutions d'étanchéité élastomère (joints toriques, joints quadrilobes, boites d'assortiments, corde ou joints de raccord), d'étanchéité hydraulique et pneumatique (joints de tige, de piston, racleurs, guidages et joints statiques), des coussinets de glissement (coussinets cylindriques ou à collerette, rondelles, plaques, profils spéciaux) ainsi que des solutions d'étanchéité rotative (étanchéité autour d'un arbre tournant). Techné compte plus de 30000 références dans son catalogue de produits. Sa filiale Créat est la seule société certifiée pour l'aéronautique.
En 2018, le groupe Techné a réalisé un chiffre d'affaires de 47 millions d'euros dans 20 pays. Il regroupe les entreprises Chromex, Creat, H+ Valves et Rampini ainsi que les filiales Techné Turkey (Istanbul) et Techné China (Shanghai),.